# Epipleoneura haroldoi
Epipleoneura haroldoi är en trollsländeart som beskrevs av Santos 1964. Epipleoneura haroldoi ingår i släktet Epipleoneura och familjen Protoneuridae. Inga underarter finns listade i Catalogue of Life.